# The Git Up
«The Git Up» (с англ. — «Вставай») — дебютный сингл афроамериканского кантри-певца и продюсера Бланко Брауна с его первого мини-альбома Blanco Brown (2019). Сингл вышел в продажу 3 мая 2019 года. Автором композиции и продюсером стал он сам. Сингл возглавил американский кантри-чарт Hot Country Songs.

## История
Музыкальные обозреватели назвали песню своеобразным «сиквелом» к хиту «Old Town Road» от Lil Nas X и «следующей вирусной кантри-рэп-песней». Браун заснял свой стиль нового танца, который потом стал мемом и вирусными, а позже использовалась в его музыкальном видео.
Первоначальную версию трека Браун описал как похожую на «Achy Breaky Heart», которая повлияла на танцевальный элемент. Выпуск аналогичной «Old Town Road» оказал прямое влияние на выпуск песни «The Git Up», так как изначально он «должен был быть похож на проходной трек, как наполнитель» для его мини-альбома EP. Однако, узнав о «Old Town Road», он позвонил вице-президенту своего лейбла и сказал, что им нужно выпустить песню.
Сам музыкант говорит, что посвятил свою песню бабушке, которая каждое утро говорила ему «Вставай, сделай что-нибудь полезное в этом мире». Ранее 34-летний Браун (родом из Атланты) продюсировал поп- и хип-хоп-исполнителей, включая таких как Крис Браун, Fergie и Pitbull и это первый его опыт работы в кантри-рэп жанре
13 июля 2019 года песня возглавила кантри-чарт Hot Country Songs, став в нём 1-м чарттопером Брауна. Произошло это на пятую неделю нахождения в чарте. Также сингл возглавил чарты Country Streaming Songs и Country Digital Song Sales.

## Музыкальное видео
Официальное музыкальное аудио 2 мая 2019 года было загружено на аккаунт Брауна на канале YouTube . Отдельно музыкант загрузил в мае и июне 2019 несколько роликов для обучения своим танцевальным элементам.

## Позиции в чартах

### Еженедельные чарты
| Чарт (2019)                           | Высшая позиция |
| ------------------------------------- | -------------- |
| Австралия (ARIA)                      | 5              |
| Канада (Billboard Canadian Hot 100)   | 6              |
| Канада (Billboard Country)            | 37             |
| Канада (Billboard Hot AC)             | 43             |
| Германия (GfK)                        | 42             |
| Ирландия (IRMA)                       | 76             |
| Новая Зеландия (Recorded Music NZ)    | 8              |
| Польша (Polish Airplay Top 100)       | 18             |
| Шотландия (OCC Scotland)              | 34             |
| Sweden Heatseeker (Sverigetopplistan) | 8              |
| US Billboard Hot 100                  | 14             |
| US Hot Country Songs (Billboard)      | 1              |
| США (Billboard Country Airplay)       | 44             |
| США (Billboard Pop Airplay)           | 22             |
| США (Billboard Rhythmic)              | 31             |
| US Rolling Stone 100                  | 11             |

## Сертификации
| Регион                                                                      | Сертификация  | Продажи             |
| --------------------------------------------------------------------------- | ------------- | ------------------- |
| Австралия (ARIA)                                                            | 3× Платиновый | 210 000             |
| Бразилия (ABPD)                                                             | Золотой       | 20 000              |
| Канада (Music Canada)                                                       | 5× Платиновый | 400 000             |
| Новая Зеландия (RMNZ)                                                       | Платиновый    | 30 000              |
| Норвегия (IFPI Norway)                                                      | Золотой       | 30 000              |
| Польша (ZPAV)                                                               | Золотой       | 25 000              |
| Великобритания (BPI)                                                        | Серебряный    | 200 000             |
| США (RIAA)                                                                  | 4× Платиновый | 4,000,000 / 475,000 |
| Данные о продажах + прослушиваниях приведены только на основе сертификации. |               |                     |